# 달성보

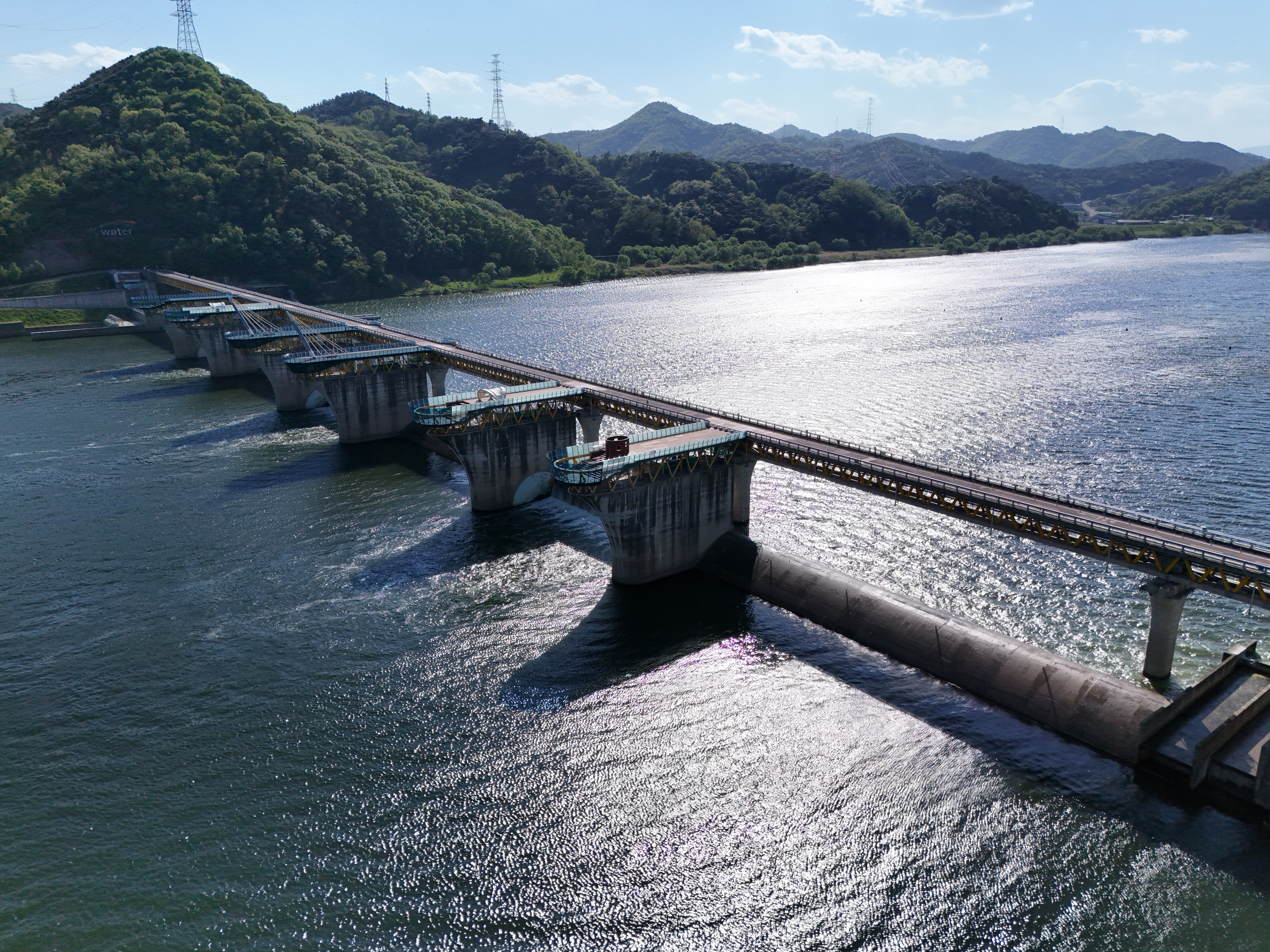
달성보

## 개요
달성보(達城洑)는 경상북도 고령군 개진면과 대구광역시 달성군 논공읍에 있는 낙동강의 보이다. 4대강 정비 사업에 들어간 예산 가운데 4,738억 원을 투입하여 조성하였다. 2009년 12월 2일에 착공하여 2011년 11월 26일에 준공되었으며 총길이는 580m이고 높이는 9.5m이다.
1. ↑  “달성보 - 대구역사문화대전”. 2025년 1월 12일에 확인함.